# عقيل أبو الشعر
عقيل سليمان أبو الشَّعْر النمري، من الرواد العرب في مجال الكتابة الروائية والفكرية، وأول كاتب أردني، ولد في قرية الحصن في محافظة أربد في الأردن عام ال1890 كان أحد طلاب مدرسة دير اللاتين وأرسل مبعوثًا للقدس من خلالها، ثم ابتعثه دير الفرنسيسكان لدراسة اللاهوت في إيطاليا وهو من إجراءات الكنيسة آن ذاك لتأهيل الكهنة. لم تعرف الجامعة التي أُبتعث إليها ولكن من المرجح أن تكون في روما.
وحصل من هناك على شهادة الدكتوراة في اللاهوت والفلفسة. بعدها عاد إلى الأردن في فترة الاحتلال العثماني ونشر روايته ( الفتاة الأرمنية في قصر يلدز )ويقول النقاد بأنها الرائدة في الفن الروائي العربي بالمفهوم الغربي، وتمت ملاحقته لأجلها ونُفي من الأردن، فذهب لفرنسا وعايش الحرب العالمية الأولى. ثم هاجر إلى الدومينكان وتؤكد المصادر أنه عُين رئيسًا لبلدية سانتو دومينغو، ثم عُيّن قنصلًا للدومينكيان في مرسيليا مرتين. ثم عُين وزير خارجيه للدومينيكان.
بعد أن انقطعت أخباره تمامًا عن أهله في عام 1935م. وأدعى بعض الباحثين أن عقيل شخصية وهمية وأن الإشارات الطفيفة عنه هنا وهناك في غياب أيٍّ من إصداراته لا تكفي للاعتراف بوجوده. فقد قامت الدكتورة هند أبو الشعر( تكون قريبته ) ببحث مضني لإستعادة إرثه، بكونها باحثة ومؤرخة وأكاديمية وكاتبة. ولحسن الحظ كانت هناك مرحلة موثّقة يمكن الاعتداد بها لتوثيق حياة عقيل الذي وقّع عددًا من أعماله باسم «أشيل نمر» الذي اتخذه لنفسه بعد هجرته، وكانت النتيجة في النهاية العثور على ثلاثة من أعمال عقيل تُرجمت مؤخرًا بالتعاون مع مترجمَين تحمَّسَا للمشروع، ضمن مبادرة دعمتها وزارة الثقافة الأردنية.

## حياته السياسية
حسب الأبحاث الموجودة في مؤسسة إرث الأردن كان عضواً لجمعية من أجل فلسطين التي كانت في شارع “ستراسبورغ” شارع الصحافة في باريس، وهو العنوان الذي كانت تحمله بطاقاته البريدية، كما ان الغلاف الداخلي لروايته “القدس حرة” تضمن إشارة إلى هذه الجمعية، وهو ما يعزز ما وصلنا عن نشاطه السياسي مع أحرار العرب في باريس، إلى جانب حضوره مؤتمر الصُّلح في “فرساي” بفرنسا (شباط 1919)، والتقى خلاله بالأمير فيصل ابن الشريف حسين والوفد العربي المرافق له وعندما عاد الأمير فيصل إلى دمشق استدعى شقيقه الأكبر سليم من الحصن إلى دمشق واهداه عباءة واسعة وساعة جيب فضية تكريماً لشقيقه عقيل، وشارك بالعزف أمام الرئيس الأميركي حينئذ “ودرو ويلسون”، وقد وُجِد بالبحث عن عقيل ما تم ذكره في الموقع الإلكتروني لمؤسسة ثقافية في جمهورية الدومينيكان تعرف يإسم مؤسسة بوش خلال مؤتمر في سانتو دومينغو للمهاجرين إلى الجمهورية من أصول عربية، حيث كرّم صاحب المؤسسة عقيل وأهدى الورقة إلى ذكراه والتي جاء فيها : ليس لأنه كاتب، كتب وعلّم في الدومينيكان، وليس لأنه صديق، بل لأنه وعند حضوره لمؤتمر فرساي بباريس عام 1919م وقف  ونادى على الرئيس ولسون بصوت جهوري، وطالبه بتحرير جمهورية الدومينيكان، وكانت الجيوش الأمريكية احتلت الجمهورية عام 1916، وقد وصف بوش – مؤسس هذه المؤسسة الدومنيكية – عقيل بأنه (شاب طويل القامة وممتلئ ونبرة صوته مرتفعة).

## أعماله الأدبية
| ت   | المؤلَّف                                                                                          | النوع        | اللغة     | سنة النشر | مكان النشر    | نبذة |
| 1.  | العرب تحت النير التركي                                                                          | كتاب         | الفرنسية  | 1917      | باريس         | كتاب ضخم من 3 مجلدات وصفه عقيل في إحدى برقياته عام 1919 بأنه نشره في “زمن الحرب ضد الاتراك” ويستعرض فيه معاناة العرب تحت الحكم التركي، ويدل على وعي المثقفين العرب والحركة الثقافية للتحرر التي سبقت الحركة الثورية المسلحة وتزامنت معها. |
| 2.  | أساطير/حكايات نهر الأردن                                                                        | مجموعة شعرية | غير معروف | غير معروف |               | مجموعة شعرية تدل على البعد العاطفي لعقيل واشتياقه للأردن ووطنه الذي لم يستطع العودة له |
| 3.  | الفتاة الأرمنية في قصر يلدز                                                                     | رواية        | العربية   | 1912      | غير معروف     | رواية تصور معاناة شعوب المنطقة تحت الاحتلال العثماني والمجازر والإبادات العرقية التي تعرضوا لها |
| 4.  | القدس حرة، نهلة غصن الزيتون (ترجمها عدنان كاظم إلى العربية، وأصدرتها وزارة الثقافة، عمّان، 2012) | رواية        | الاسبانية | 1921      | باريس         | تستعرض الرواية موضوع الهجرة الصهيونية ومحاولات تهويد القدس، حيث يصل الصحفي “حربا الأردني” إلى القدس مندوباً عن صحيفتين غربيتين لتغطية وصول أربعة عشر سفينة محملة بالمهاجرين إلى ميناء يافا، ويذهب من القدس إلى يافا ويصف طوربيدات الانجليز التي تحميهم وتتبعهم وهم ينتقلون من يافا إلى القدس، ويحتلون المقاعد والفنادق ويزاحمون الأهالي. |
| 5.  | إرادة الله (ترجمها عدنان كاظم إلى اللغة العربية، وأصدرتها وزارة الثقافة، عمّان، 2013)            | رواية        | الإسبانية | 1917      | سانتو دومينغو | وصف عقيل روايته هذه بأنها رواية تاريخية، وأضاف على وصفه توضيحاً يقول “فظائع الاستبداد التركي في فلسطين، ويستوقفنا الإهداء الذي قدمه للرواية بقوله : (إلى شباب بلدي المبعثرين في الأمريكيتين تحية أخوية) وهو إهداء يحمل روح عقيل وواقع هجرة شباب المنطقة الذين بعثرهم التجنيد العثماني الإجباري “السفربرلك” ، ويكشف الاهداء عن عاطفة الرجل تجاه الوطن والأهل ويبدو من خلاله تفتح وعي الرجل وعمق ثقافته وجرأته على المسكوت عنه، ونقده الذكي الساخر بلا مواربه. |
| 6.  | الإنتقام (ترجمها وائل الربضي إلى اللغة العربية، وأصدرتها وزارة الثقافة، عمّان، 2013)             | رواية        | الفرنسية  | 1935      | مرسيليا       | كتب إلى جانب عنوانها عنوان مصغر هو : “مأخوذة عن يوميات مهاجر فرنسي إلى سان دومانج” ، وهي منشورة في مرسيليا بفرنسا، حيث كان عقيل قنصلاً لجمهورية الدومينيكان، ومرسيليا هي محطة المهاجرين العرب إلى الامريكيتين، وقد أهدى عقيل هذه الرواية لرئيس جمهورية الدومينيكان، ويبدو أنها تمثل السيرة الذاتية لعقيل نفسه، وهو بالتأكيد السيد “بيرنار” الذي هاجر من فرنسا إلى الدومينيكان، وهي رواية للنخبة وأبطالها من النخبة السياسية والقيادات الدينية والفكرية في الجمهورية، وفيها من العمق في الطرح والتعبير أكثر مما نتصور لرواية كتبت في مطلع الثلاثينيات من القرن العشرين. |
| 7.  | المفتونات                                                                                       | رواية        | –         | 1917      | –             | – |
| 8.  | نجا                                                                                             | رواية        | –         | –         | –             | – |
| 9.  | ظل وقيود                                                                                        | رواية        | –         | –         | –             | – |
| 10. | حواري وساتير                                                                                    | رواية        | –         | –         | –             | – |
| 11. | ماركوتا                                                                                         | رواية        | –         | –         | –             | – |